# Racine de l'unité

Les racines cinquièmes de l'unité (points bleus) dans le plan complexe.

En mathématiques, une racine de l'unité est un nombre complexe {\displaystyle z} dont une puissance entière non nulle vaut 1, c'est-à-dire tel qu'il existe un nombre entier naturel non nul n tel que {\displaystyle z^{n}=1} . Ce nombre est alors appelé racine n-ième de l'unité. Une racine n-ième de l'unité est dite primitive si elle est d'ordre exactement n, c'est-à-dire si n est le plus petit entier strictement positif pour lequel l'égalité est réalisée.
Pour un entier n donné, les racines n-ièmes de l'unité sont situées sur le cercle unité du plan complexe et sont les sommets d'un polygone régulier à n côtés.
Les racines n-ièmes de l'unité du corps des complexes forment un groupe multiplicatif isomorphe au groupe additif ℤ/nℤ. Les générateurs de ce groupe cyclique sont les racines primitives n-ièmes de l'unité.
On parle aussi de racine de l'unité et de racine primitive de l'unité dans un corps, voire un anneau unitaire quelconque. Les racines de l'unité forment toujours un groupe, mais qui n'est pas forcément cyclique.

## Définition

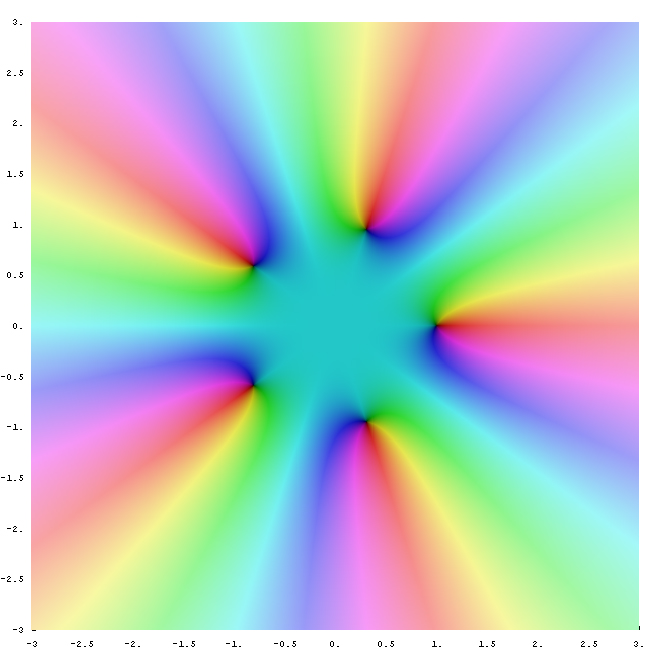
Représentation de la fonction dans le plan complexe. Les zéros de cette fonction sont les racines cinquièmes de l'unité.

Pour un entier naturel non nul n donné, on appelle racine n-ième de l'unité toute solution complexe de l'équation
{\displaystyle z^{n}=1}
d'inconnue z. Il existe exactement n racines n-ièmes de l'unité.
L'expression « racine n-ième » n'a pas valeur de norme, elle provient de l'habitude qu'ont souvent les mathématiciens de nommer un entier naturel par la lettre n. Si l'entier en question est noté p, on parlera de « racine p-ième », etc.
Les racines n-ièmes de l'unité forment un groupe cyclique d'ordre n pour la multiplication des nombres complexes, avec 1 comme élément neutre.
Chaque élément de ce groupe a pour ordre l'entier d défini comme le plus petit entier strictement positif tel que zd = 1. L'ordre d de la racine est un diviseur de n. Une racine n-ième de l'unité est dite primitive quand elle est d'ordre exactement n, c'est-à-dire quand c'est un générateur de ce groupe cyclique.

## Exemples

### Racines deuxièmes
Les racines deuxièmes de l'unité sont les solutions de l'équation X2 – 1 = 0, qu'on peut résoudre en utilisant les identités remarquables pour trouver l'équation produit : (X – 1)(X + 1) = 0. Ainsi, les racines sont 1 et –1.

### Racines troisièmes

Les racines troisièmes de l'unité : 1 à droite, en haut à gauche, et en bas à gauche.

Les racines troisièmes de l'unité sont les solutions de l'équation X3 – 1 = 0.
Pour les obtenir, on peut remarquer que :
{\displaystyle X^{3}-1=(X-1)(X^{2}+X+1)}
et résoudre l'équation du second degré X2 + X + 1 = 0 (qui a deux racines complexes).
Les racines troisièmes (ou cubiques) de l'unité sont
{\displaystyle \left\{1,{\frac {-1+{\rm {i}}{\sqrt {3}}}{2}},{\frac {-1-{\rm {i}}{\sqrt {3}}}{2}}\right\}\quad {\text{  ou  }}\quad \left\{1,{\rm {e}}^{\frac {2{\rm {i}}\pi }{3}},{\rm {e}}^{\frac {-2{\rm {i}}\pi }{3}}\right\}}.
Les racines primitives troisièmes de l'unité sont
{\displaystyle \left\{{\frac {-1+{\rm {i}}{\sqrt {3}}}{2}},{\frac {-1-{\rm {i}}{\sqrt {3}}}{2}}\right\}}.
La première est habituellement notée j et la seconde, son conjugué, {\displaystyle {\bar {\mathrm {j} }}} ou {\displaystyle \mathrm {j} ^{2}~}.

### Racines quatrièmes
Les racines quatrièmes de l'unité sont les solutions de l'équation X4 – 1 = 0.
Pour les obtenir, on peut utiliser deux fois une identité remarquable :
{\displaystyle X^{4}-1=(X^{2})^{2}-1=(X^{2}-1)(X^{2}+1)=(X-1)(X+1)(X^{2}+1)}
et résoudre l'équation du second degré X2 + 1 = 0 (qui a deux racines complexes).
Les racines quatrièmes de l'unité sont
{\displaystyle \left\{1,+{\rm {i}},-1,-{\rm {i}}\right\}}.
Les racines primitives quatrièmes de l'unité sont
{\displaystyle \left\{+{\rm {i}},-{\rm {i}}\right\}}.

### Racines cinquièmes
Les racines cinquièmes de l'unité sont
{\displaystyle \left\{1,{\frac {{\sqrt {5}}-1+{\rm {i}}{\sqrt {2}}{\sqrt {5+{\sqrt {5}}}}}{4}},{\frac {-{\sqrt {2}}-{\sqrt {1}}0+2{\rm {i}}{\sqrt {5-{\sqrt {5}}}}}{4{\sqrt {2}}}},{\frac {-{\sqrt {2}}-{\sqrt {1}}0-2{\rm {i}}{\sqrt {5-{\sqrt {5}}}}}{4{\sqrt {2}}}},{\frac {{\sqrt {5}}-1-{\rm {i}}{\sqrt {2}}{\sqrt {5+{\sqrt {5}}}}}{4}}\right\}}
ou :
{\displaystyle \left\{1,{\rm {e}}^{\frac {2{\rm {i}}\pi }{5}},{\rm {e}}^{\frac {4{\rm {i}}\pi }{5}},{\rm {e}}^{\frac {6{\rm {i}}\pi }{5}},{\rm {e}}^{\frac {8{\rm {i}}\pi }{5}}\right\}}
Les racines primitives cinquièmes de l'unité sont
{\displaystyle \left\{{\frac {{\sqrt {5}}-1+{\rm {i}}{\sqrt {2}}{\sqrt {5+{\sqrt {5}}}}}{4}},{\frac {-{\sqrt {2}}-{\sqrt {1}}0+2{\rm {i}}{\sqrt {5-{\sqrt {5}}}}}{4{\sqrt {2}}}},{\frac {-{\sqrt {2}}-{\sqrt {1}}0-2{\rm {i}}{\sqrt {5-{\sqrt {5}}}}}{4{\sqrt {2}}}},{\frac {{\sqrt {5}}-1-{\rm {i}}{\sqrt {2}}{\sqrt {5+{\sqrt {5}}}}}{4}}\right\}}

## Propriétés

### Expression complexe
Si z est une racine n-ième de l'unité, c.-à-d. si zn = 1, alors le module de z vaut 1 et en posant {\displaystyle z={\rm {e}}^{{\rm {i}}\alpha }}, on a {\displaystyle n\alpha \equiv 0{\pmod {2\pi }}}.
Les racines n-ièmes de l'unité peuvent donc s'écrire sous la forme
{\displaystyle {\rm {e}}^{\frac {2\pi {\rm {i}}k}{n}}=\cos \left({\frac {2k\pi }{n}}\right)+{\rm {i}}\sin \left({\frac {2k\pi }{n}}\right)\qquad {\text{où }}n\in \mathbb {N} ^{*}{\mbox{ et }}k\in [\![0;n-1]\!]}
Lorsque l'entier n est supérieur ou égal à 2, la somme de ces nombres est nulle, un fait simple qui est souvent utile en mathématiques. Il peut être démontré de différentes manières, par exemple en reconnaissant une somme d'une progression géométrique (somme de termes consécutifs d'une suite géométrique) :
{\displaystyle \sum _{k=0}^{n-1}{\rm {e}}^{\frac {2\pi {\rm {i}}k}{n}}=0}
Les racines primitives n-ièmes de l'unité sont exactement les nombres de la forme {\displaystyle {\rm {e}}^{\frac {2\pi {\rm {i}}k}{n}}} où k et n sont premiers entre eux. Par conséquent, il y a φ(n) racines primitives n-ièmes de l'unité différentes, où φ désigne l'indicatrice d'Euler.

### Polygones réguliers
Dans le plan complexe, les points dont les affixes sont les racines n-ièmes de l'unité sont les sommets du polygone régulier à n côtés inscrit dans le cercle de centre O (le point d'affixe zéro) et de rayon 1 et dont l'un de ses sommets a pour affixe 1.
L'étude de ces nombres, grâce aux puissants outils de l'algèbre, facilite donc celle, beaucoup plus ancienne, des polygones réguliers.

## Polynôme cyclotomique
Les racines n-ièmes de l'unité sont les racines du polynôme P(X) = Xn – 1. Les racines primitives n-ièmes de l'unité sont les racines du n-ième polynôme cyclotomique :
{\displaystyle \Phi _{n}(X)=\prod _{k=1}^{\varphi (n)}(X-z_{k})}
où {\displaystyle z_{1},\ldots ,z_{\varphi (n)}} sont les racines primitives n-ièmes de l'unité et {\displaystyle \varphi } est l'indicatrice d'Euler. Le polynôme {\displaystyle \Phi _{n}(X)} est à coefficients entiers et est irréductible sur le corps ℚ des rationnels (c’est-à-dire qu'il ne peut pas être écrit comme produit de deux polynômes de degré strictement positif à coefficients rationnels). Le cas particulier où n est premier, plus simple que le cas général, se déduit du critère d'Eisenstein (effectuer le changement de variable X = T+1, alors {\displaystyle \Phi _{n}(X)=((T+1)^{n}-1)/T} se traite immédiatement par le critère d'Eisenstein).
Chaque racine n-ième de l'unité est une racine primitive d-ième de l'unité pour exactement un diviseur positif de n. Cela implique que
{\displaystyle X^{n}-1=\prod _{d\mid n}\Phi _{d}(X)}.
Cette formule représente la décomposition du polynôme Xn – 1 en produits de facteurs irréductibles et peut également être employée pour calculer récursivement les polynômes cyclotomiques. Par ailleurs, elle permet de prouver par récurrence que les polynômes cyclotomiques sont à coefficients entiers et unitaires (la division de Xn – 1 par un polynôme à coefficients entiers et unitaire donne bien un quotient également à coefficients entiers et unitaire).

## Corps cyclotomiques
En adjoignant une racine primitive n-ième de l'unité à ℚ, on obtient le corps n-cyclotomique {\displaystyle \mathbb {F} _{n}}. Ce corps contient toutes les racines n-ièmes de l'unité et est le corps de décomposition sur ℚ du polynôme cyclotomique d'indice n. L'extension de corps {\displaystyle \mathbb {F} _{n}/\mathbb {Q} } est de degré {\displaystyle \varphi (n)} et son groupe de Galois est naturellement isomorphe au groupe multiplicatif des inversibles de l'anneau ℤ/nℤ.
Comme le groupe de Galois de {\displaystyle \mathbb {F} _{n}/\mathbb {Q} } est abélien, c'est une extension abélienne. Tout sous-corps d'un corps cyclotomique est une extension abélienne du corps des nombres rationnels. Dans ces cas, la théorie de Galois peut être écrite tout à fait explicitement en termes de périodes gaussiennes : cette théorie tirée des Disquisitiones arithmeticae de Gauss fut publiée de nombreuses années avant la théorie de Galois.
Réciproquement, chaque extension abélienne du corps des nombres rationnels est un sous-corps d'un corps cyclotomique — un théorème de Kronecker, habituellement appelé le théorème de Kronecker-Weber parce que Weber en a établi une démonstration.

## Généralisation à d'autres corps et anneaux
Plus généralement, une racine de l'unité dans un anneau commutatif (A,+,×) est un élément a tel que an = 1A, pour un certain entier n > 0, c'est-à-dire un élément d'ordre fini dans le groupe multiplicatif A×. Une racine primitive n-ième est un élément d'ordre n.
Dans un anneau intègre (en particulier un corps commutatif), les racines n-ièmes de l'unité forment un groupe cyclique dont l'ordre divise n. Si cet anneau est fini, le groupe des inversibles (donc des racines de l'unité, par le théorème de Lagrange) est par conséquent cyclique. Dans un corps fini, il existe donc des racines primitives de l'unité, appelées aussi éléments primitifs.
Le groupe des inversibles d'un anneau ℤ/kℤ quelconque n'est plus forcément cyclique, c'est-à-dire qu'il n'existe pas forcément de racine primitive modulo k (voir l'article en lien pour des précisions).
Soit K un corps algébriquement clos. Le groupe des racines de l'unité de K est isomorphe (non canoniquement) :
- au groupe divisible ℚ/ℤ si la caractéristique de K est nulle ;
- au groupe ℚ/(ℤ[1/p]) si la caractéristique de K est un nombre premier p.